# Fell (Mosel)
Fell település Németországban, Rajna-vidék-Pfalz tartományban. Lakosainak száma 2549 fő (2023. december 31.).

## Népesség
A település népességének változása:
| Lakosok száma | 2058 | 2500 | 2438 | 2502 | 2552 | 2549 |
|               | 1975 | 2017 | 2019 | 2021 | 2022 | 2023 |